# Стела Квангетхо
41°08′42″ пн. ш. 126°12′51″ сх. д. / 41.144877° пн. ш. 126.214212° сх. д.

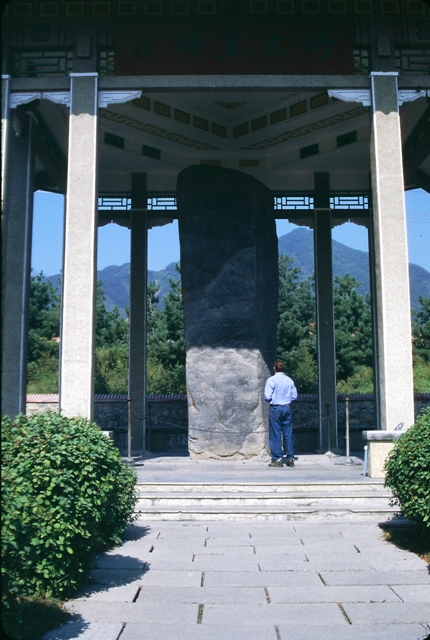
Стела Квангетхо у сучасному Цзіані, КНР.

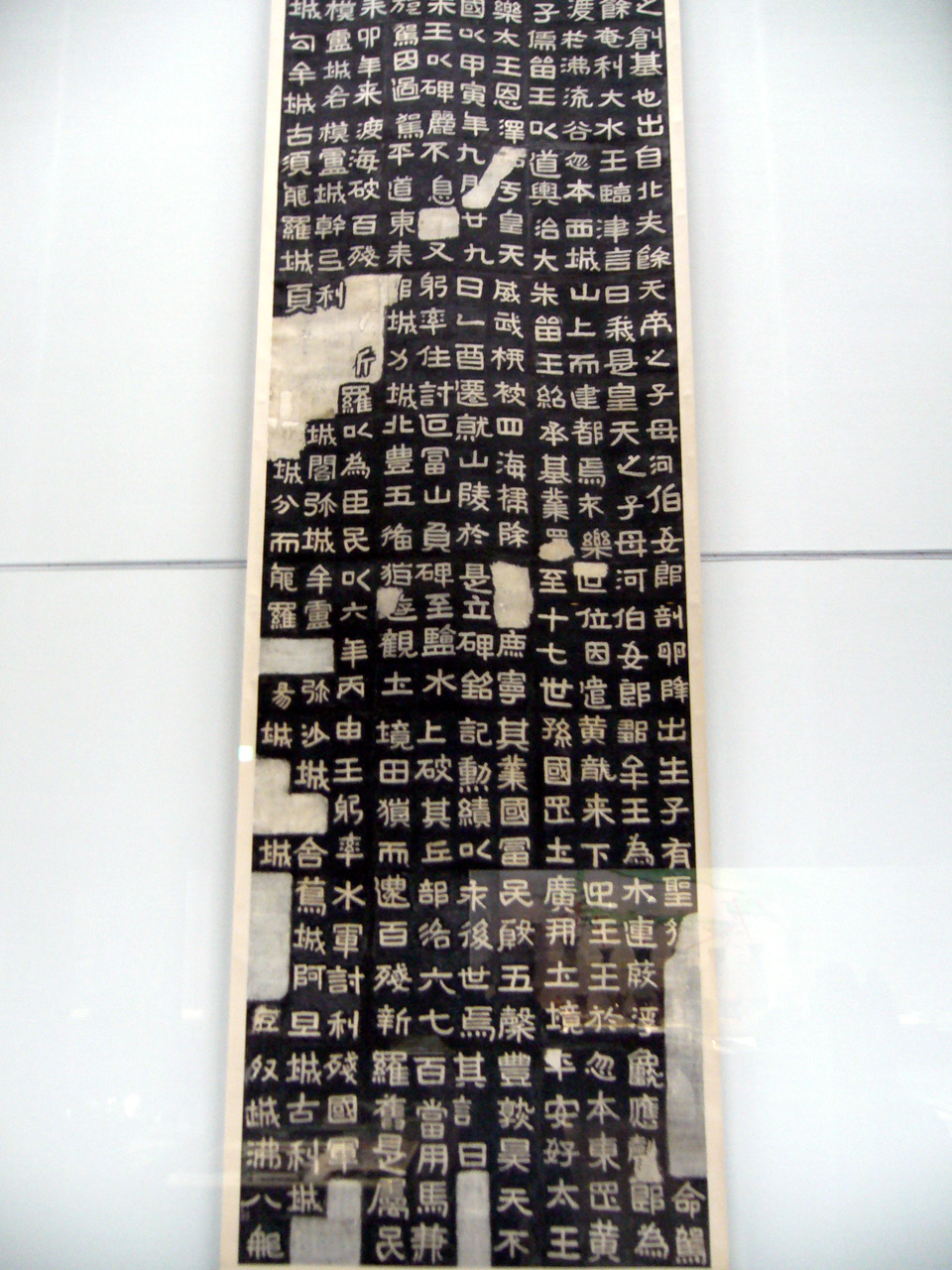
Чорнильна копія тексту стели, виконана Сако (Токійський національний музей, Японія).

Стела Квангетхо або стела Хаотай-вана (кит.: 廣開土大王碑 / 好太王碑, кор. 광개토대왕비 / 호태왕비, яп. こうかいどおうひ) — 6-метрова гранітна стела з ієрогліфічним текстом, зведена у 414 році в колишній столиці держави Когурьо ваном Янсу на пам'ять про життя і діяння його батька Квангетхо, 19-го вана Когурьо. Знаходиться на території сучасного міста Цзіань провінції Цзілінь, КНР. Є одним з небагатьох першоджерел історії Кореї, Маньчжурії, Японії і Китаю кінця 4 — початку 5 століть, а також джерелом з давньокорейської міфології.

## Короткі відомості
Стела Квангетхо знаходиться в Маньчжурії, в місті Цзіань вздовж річки Ялу, неподалік китайсько-корейського кордону. Пам'ятка витесана з однієї брили граніту. Висота стели становить 6,3 м, ширина — 1,5 м, а довжина обхвату — 4 м. Її послання написане класичною китайською мовою. Воно містить 1802 китайські ієрогліфи і частково пошкоджене вивітрюванням.
Після падіння Когурьо місцезнаходження стели було забуте, а її текст покрився пилюкою і брудом. Лише у 1875 році її раптово віднайшов китайський епіграф Гуань Юешань, який подорожував Цзіанем. Знахідка привернула увагу вчених Японії, Росії та Франції. В 1883 році японський армійський офіцер Сако Каґеакі зробив чорнильну копію тексту послання і доставив її на батьківщину. В 1884 вона була представлена міжнародній науковій громадськості.
В 1961 році уряд Китайської Народної Республіки зарахував стелу до важливих державних пам'яток КНР.
Тескт стели Квангетхо складається з трьох параграфів. В першому описується заснування і перекази Когурьо, а також подається оповідання про зведення стели. Другий параграф возвеличує діяння вана Квангетхо, а третій згадує про встановлення інституту охоронців гробниць когурьоських правителів.
Через фрагментрність або нестачу повідомлень письмових та археологічних джерел, послання стели Квангетхо використовується як головне першоджерело для реконструкції подій 4 — 5 століття. Проте єдності в його інтерпретації не існує. Японські дослідники використовують повідомлення стели для доведення того, що стародавні японці ходили походами в Корею, тримали в залежності від себе південнокорейські держави Сілла і Пекче, а також мали на півдні Кореї власне володіння Мімана. Китайські вчені намагаються доводити протилежне: Квангетхо ходив з військом в Японію і змусив японців визнати себе їхнім сюзереном. Оригінальніші, але слабо аргументовані теорії висувають корейські науковці, які на основі тексту стели і японських письмових джерел намагаються переконати, що Квангктхо не лише захопив Японію, а й заснував там корейські поселення, на основі яких виникла японська держава Ямато..